# Fernando Yáñez de la Almedina

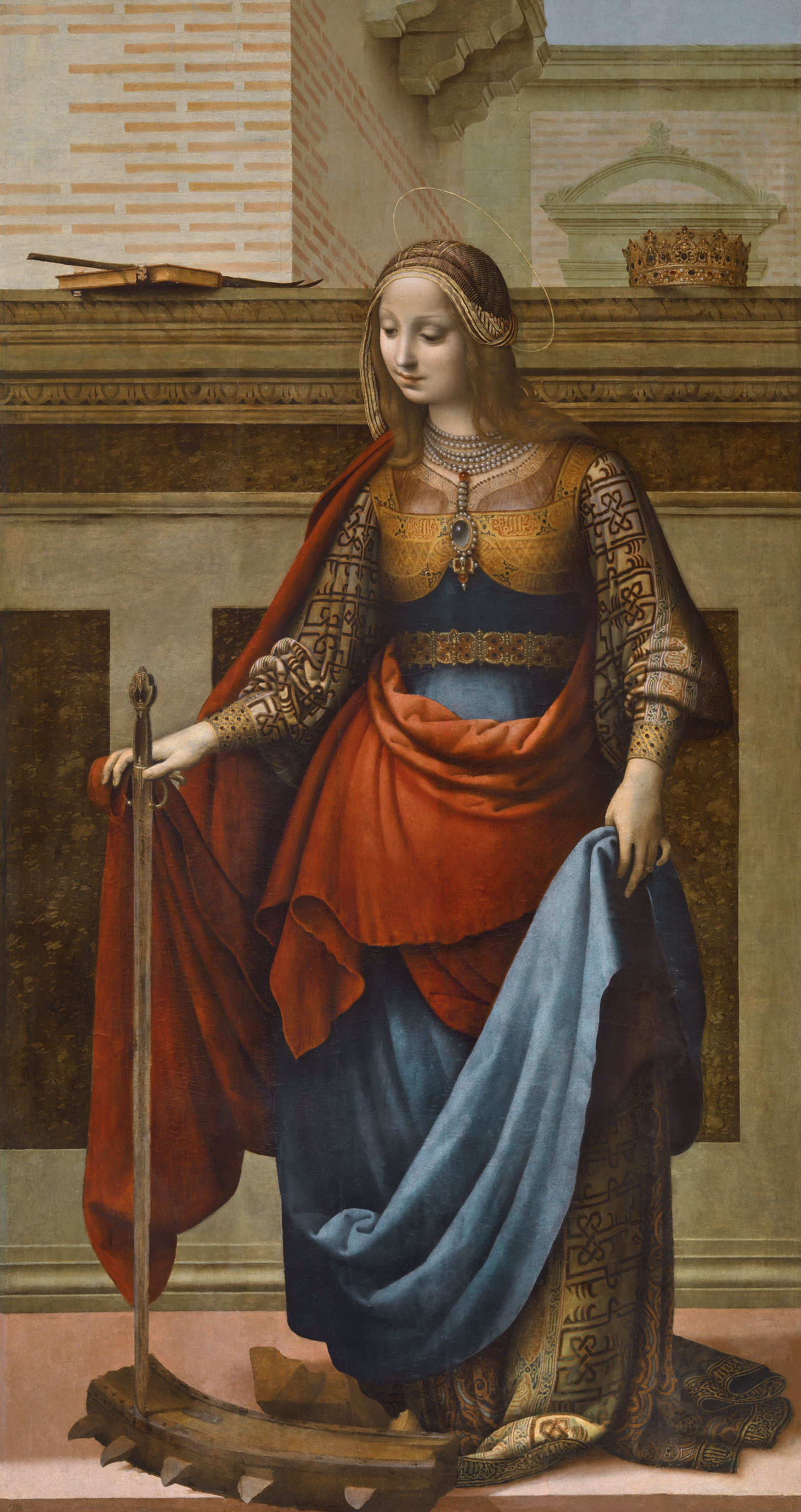
Santa Catalina (etwa 1510).

Fernando Yáñez de la Almedina (* um 1480 in Almedina, Ciudad Real; † um 1537 in Valencia) war ein spanischer Maler der Renaissance.

## Leben
Almedina arbeitete mit Fernando de los Llanos zusammen und schuf mit ihm zwölf Gemälde über das Leben der «Heiligen Jungfrau» für die Kathedrale in Valencia (1506–1509). Aus dem Stil der beiden lässt sich schließen, dass einer von ihnen der „Fernando spagnuolo“ war, der 1505 als Gehilfe von Leonardo da Vinci in Florenz erwähnt wurde. Almedina war in Spanien hoch angesehen und wurde 1526 zuletzt urkundlich erwähnt; damals arbeitete er in Cuenca. Schüler von Almedina oder Llanos war möglicherweise der bisher nur mit seinem Notnamen bekannte Meister von Alcira.